# 13037 Potosi
För andra betydelser, se Potosi.
13037 Potosi eller 1990 EN3 är en asteroid i huvudbältet som upptäcktes den 2 mars 1990 av den belgiske astronomen Eric W. Elst vid La Silla-observatoriet. Den är uppkallad efter staden Potosí i Bolivia.
Asteroiden har en diameter på ungefär 3 kilometer.